# Мангровый лесной зимородок
Мангровый лесной зимородок, или папуасский малый зимородок (лат. Ceyx pusillus) — вид птиц из семейства зимородковых. Ареал включает северную Австралию, Новую Гвинею с близлежащими мелкими островами, Молуккские и Соломоновы острова. Выделяют 9 подвидов.

## Описание
Мангровый лесной зимородок — птица размером 11—13 см, размах крыльев около 40 см, это один из самых маленьких зимородков. Имеет ярко-синюю спину и голову (их цвет может быть более блёклым или наоборот, в зависимости от подвида), на которой чётко заметны два светлых пятна — на щеке и клюве, грудь белая, иногда на ней бывают синие полосы. Половой диморфизм отсутствует. Лапки и клюв чёрные, пальцев всего три (два пальца указывают вперёд и один назад, такая форма удобна для сидения на ветке).

## Размножение
Мангровый лесной зимородок делает норки на берегах рек, в трухлявых деревьях, брошенных муравейниках. Гнездо строят оба родителя. В норе создают проход, длина которого зависит от расположения гнезда: гнездо в земле будет больше, чем, например, в старом термитнике. Также размер туннеля зависит от почвы. После прохода они выкапывают небольшую камеру, в которой и откладывают яйца. Зимородкам свойственно охранять свою гнездовую территорию.
Сезон размножения длится с марта по октябрь. В январе откладывает в гнездо 3—7 белых яиц.
Потомство развивается быстро. Эти птицы гнездового типа, птенцы рождаются голыми и слепыми. Выводок кормят оба родителя. Зимородки носят еду птенцам очень часто, иногда даже раз в пять минут. Птенцы очень быстро растут, через несколько дней они уже вылезают из гнезда. Вскоре они сами кормятся.
Молодая птица отличается от взрослой зеленоватым оттенком оперения на спине, бежевые пятна над клювом и рыжие пятна на шее.

## Образ жизни

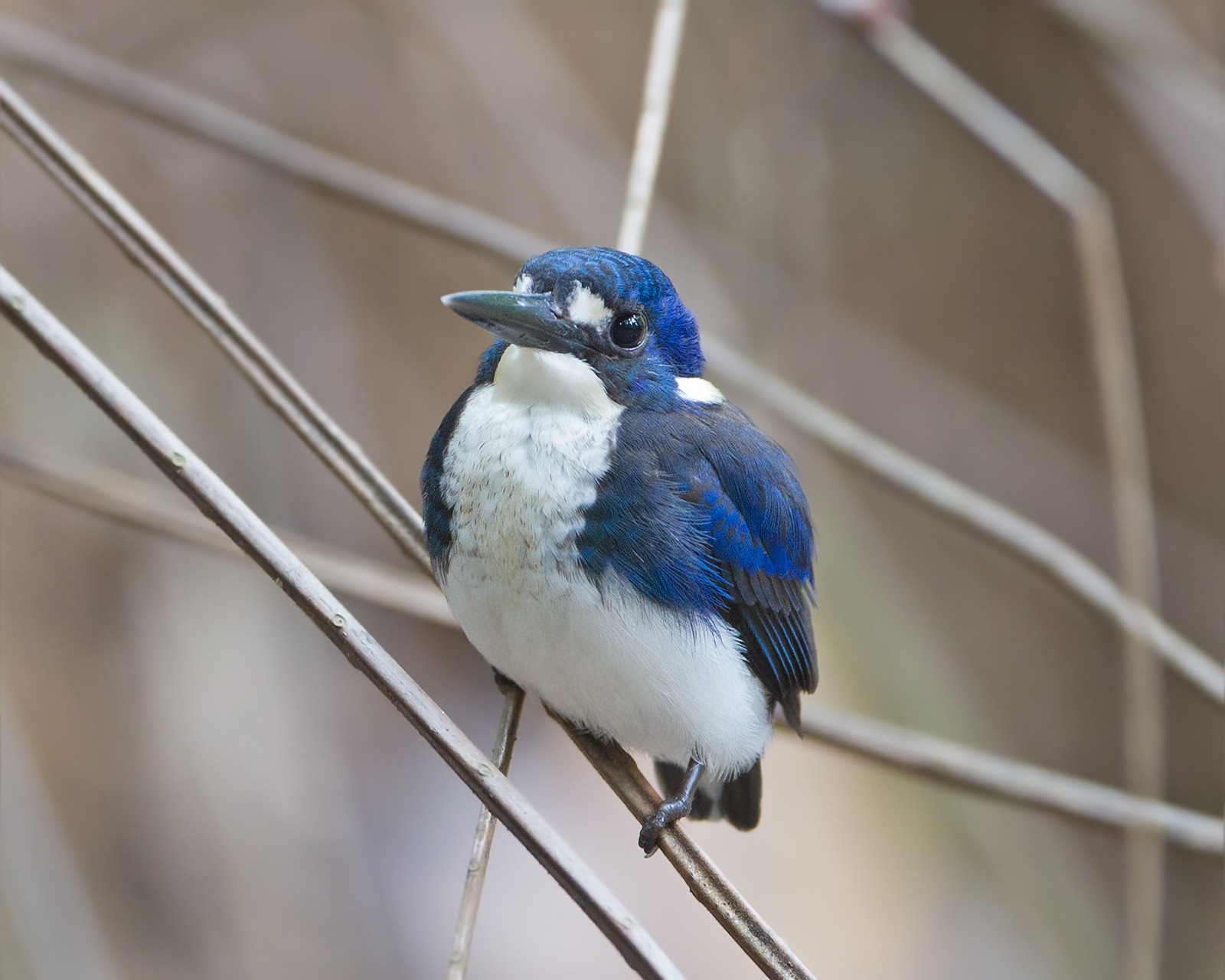

Обитает в лесах, на болотах, в манграх. Обычно встречается около воды, нередко встречают у лиманов, озёр, ручьёв. Предпочитает тёмные, узкие места с нависающей растительностью.
Основу их рациона составляет рыба, также креветки и личинки насекомых.
Добычу зимородок поджидает, сидя над водой, на ветке или на камне. Увидев жертву, зимородок сразу бросается за ней в воду, возвращается на место и съедает, разбивая о камни и глотая целиком.. Также птицы могут ловить насекомых в воздухе. По некоторым наблюдениям, они также могут есть змей.